# 網鰭石斑魚
網鰭石斑魚，為輻鰭魚綱鱸形目鱸亞目鮨科的其中一種，分布於印度西太平洋區，從東非至薩摩亞群島、吉爾伯特群島海域，棲息深度1-200公尺，體長可達43公分，棲息在紅樹林、珊瑚礁、海草床、沙泥底質海域，為底棲性魚類，屬肉食性，以腹足類等為食，可做為食用魚。

## 擴展閱讀
維基物種上的相關：網鰭石斑魚